# Levée en masse
Levée en masse (z fr.) – pobór powszechny: powoływanie pod broń całej ludności lub tylko pewnej jej części uprawnionej i zobowiązanej do tego rodzaju służby. We Francji pojęcie to zostało ukute w czasie Rewolucji Francuskiej (w 1793).
Pojęcia podobne do levée en masse istnieją też w innych krajach. W Polsce znane jest jako pospolite ruszenie, a w Niemczech jako Adelsaufgebot.
Mobilizacja pospolitego ruszenia była powszechnym sposobem prowadzenia wojny w średniowiecznej Europie i innych rejonach świata przed wprowadzeniem armii zawodowych – zaciężnych lub z poboru. Członkowie pospolitego ruszenia zobowiązani byli sami dbać o swoje wyposażenie i uzbrojenie – regulowały to osobne przepisy.
Z czasem pospolite ruszenie straciło na znaczeniu, gdyż coraz większa była różnica jakości pomiędzy przeciętnym, zwykle słabo wyszkolonym i uzbrojonym członkiem ruszenia, a zawodowym żołnierzem. Dopiero w rewolucyjnej Francji pojęcie poboru powszechnego, ale nie przymusowego, a ochotniczego, nabrało nowego znaczenia. Od lat dziewięćdziesiątych XVIII wieku 100-tysięczne armie stały się w Europie czymś zwyczajnym.